# Blaslay
Blaslay foi uma comuna francesa na região administrativa da Nova Aquitânia, no departamento de Vienne. Estendia-se por uma área de 19,67 km². Em 2010 a comuna tinha 537 habitantes (densidade: 27,3 hab./km²).
Em 1 de janeiro de 2017, passou a fazer parte da nova comuna de Saint-Martin-la-Pallu.